# Альма Ревілль
Альма Люсі Ревілль, також відома як Леді Гічкок (англ. Alma Lucy Reville; нар. 14 серпня 1899 — пом. 6 липня 1982) — англійська кінорежисерка, сценаристка й кіномонтажерка. Стала відомою завдяки своїй роботі з Альфредом Гічкоком, з яким одружилась у 1926 році.

## Біографія
Народилася в Ноттінгемі, друга дочка Метью Едварда та Люсі Ревілль (уроджена Оуен, англ. Owen).
Найбільш відома як дружина та співавторка сера Альфреда Гічкока, якого вона зустріла, коли вони працювали разом в знаменитій студії Paramount Famous Players-Lasky в Лондоні на початку 1920-х років. Як редакторка Альма працювала над створенням британських фільмів з такими режисерами, як Бертольд Віртель та Моріс Ельві, хоча більшість свого часу вона витрачала під час роботи разом із її чоловіком. Кіно було пристрастю подружжя.
Альма перейшла в католицтво із протестантизму, та була всього на один день молодша від свого чоловіка. Альма та Альфред одружилися 2 грудня 1926 року в Brompton Oratory в Лондоні. Їхня донька Патриція Гічкок народилася 7 липня 1928 року.
Алма Ревілль померла через природні причини у віці 82 років, через два роки після смерті Гічкока. Вона страждала від раку молочної залози кілька років до смерті, але повністю одужала від цієї хвороби. Похована в Лос-Анджелесі, Каліфорнія.

## Фільмографія
- 1927 — Ринг/The Ring
- 1928 — Постійна німфа/The Constant Nymph
- 1928 — Первісток/The First Born
- 1928 — Бульбашка південного моря/A South Sea Bubble
- 1929 — Романтика Севільї/A Romance of Seville
- 1929 — Після вироку/After the Verdict
- 1930 — Юнона та павич/Juno and the Paycock
- 1930 — Вбивство!/Murder!
- 1931 — Нечесна гра/The Skin Game
- 1931 — Мері/Mary
- 1931 — Аутсайдер/The Outsider
- 1931 — Багаті та дивні/Rich and Strange
- 1931 — Саллі у нашому провулку/Sally in Our Alley
- 1931 — Дев'ять до шостої/Nine Till Six
- 1932 — Водяні цигани/The Water Gipsies
- 1932 — Номер сімнадцять/Number Seventeen
- 1933 — Віденські вальси/Waltzes from Vienna
- 1934 — Заборонена територія/Forbidden Territory
- 1935 — Знову проходимо третій поверх/The Passing of the Third Floor Back
- 1936 — Секретний агент/Secret Agent
- 1936 — Саботаж/Sabotage
- 1937 — Молодий і невинний/Young and Innocent
- 1939 — Таверна «Ямайка»/Jamaica Inn
- 1941 — Підозра/Suspicion
- 1943 — Тінь сумніву/Shadow of а Doubt
- 1947 — Справа Парадайна/The Paradine Case
- 1950 — Страх перед сценою/Stage Fright